# 颶風佛羅倫斯 (2018年)
颶風佛羅倫斯（英語：Hurricane Florence）是一场强大且持久的佛得角型飓风，于2018年9月在卡罗莱纳洲造成了灾难性破坏，主要是由于暴雨造成的淡水泛滥。2018年大西洋飓风季的第六场被命名的风暴、第三场飓风和第一场大型飓风，佛羅倫斯起源于 2018年8月30日在非洲西海岸出现的强烈东风波。云团稳定地组织起来，并于次日在佛得角附近增强为热带低气压。沿着稳定的西北偏西轨迹前进，
系统沿着稳定的西北偏西轨迹前进，逐渐增强，于9月1日获得热带风暴强度。 9月4日至5日开始了突破性的快速增强，最终佛羅倫斯成为萨菲尔-辛普森飓风风力等级 (SSHWS) 的4级大型飓风。估计最大持续风速为130英里/小时（215公里/小时）。强烈的风切变随后使其迅速减弱，佛羅倫斯则在9月7日减弱为热带风暴强度。改变转向电流导致向西转向更合适的环境；因此，佛羅倫斯在9月9日重新增强为飓风强度，并于次日成为大型飓风状态.佛羅倫斯在9月11日达到最高强度1分钟风速为150英里/小时（240公里/小时），最低中心气压为937毫巴（27.7英寸汞柱。出乎意料的眼墙置换循环周期和海洋热含量的下降导致了稳定的减弱趋势；然而，风暴的规模也在同时扩大。9月14日清晨，佛羅倫斯以1级飓风的形式在美国北卡罗来纳州莱茨维尔海滩以南登陆，并在微弱转向电流的影响下缓慢向内陆移动而进一步减弱。佛羅倫斯于9月17日在西弗吉尼亚上空退化为热带气旋，并在两天后被另一场温带气旋吸收。
在风暴历史的早期，系统给佛得角群岛带来了狂风，导致了轻微的山体滑坡和洪水；然而，总体影响仍然可以忽略不计。到9月7日，美国东南部和中大西洋地区受到重大影响的威胁变得明显，北卡罗来纳州、南卡罗来纳州、弗吉尼亚州、佐治亚州和马里兰州的州长以及华盛顿特区的市长，宣布进入紧急状态。9月10 日至11日，北卡罗来纳州、南卡罗来纳州和弗吉尼亚州对部分沿海社区发布了强制撤离令，预测一旦风暴到来，紧急救援人员将无法联系到那里的人群。尽管佛羅倫斯以大幅减弱的1级飓风登陆，但与热带气旋相关的风强到足以将树木和电线连根拔起，导致卡罗莱纳州大面积停电。此外，由于风暴运动缓慢，卡罗莱纳州连续几天都在下大雨。再加上强大的风暴潮，降雨导致北卡罗来纳州海岸从新伯尔尼到威尔明顿的大面积洪水泛滥。来自佛羅倫斯的内陆洪水淹没了费耶特维尔、史密斯菲尔德、兰伯顿、达勒姆和
教堂山等城市。该地区的大多数主要道路和高速公路都经历了洪水，在风暴经过后的几天内，I-40、I-95和美国70号公路的大片路段仍然无法通行。威尔明顿被洪水完全切断了与本土其他地区的联系。风暴还在沿途的几个地方催生了龙卷风。许多地方都迎来了破纪录的降雨，佛羅倫斯创下了卡罗来纳州热带气旋的最大降雨量记录。总体而言，这场风暴造成了242.3亿美元的损失，主要发生在卡罗莱纳州，并造成54人死亡。

## 氣象歷史
2018年8月28日，(NHC)开始监测西非上空的东风波——一个细长的低气压，以便在随后的五天内可能发展为热带气旋。随着它在东风信风的影响下向西前进，在有利的环境条件下，包括充足的水分和低风切变，使东风波的进一步组织和广泛的阵雨和雷暴活动的发展率产生了可能性。尽管东风波缺乏明确定义的低层环流中心，但当天晚些时候，由于该系统威胁佛得角，NHC开始将该系统发布为潜在热带气旋6的警告。8月31日接近尾声的时候，该系统的对流组织足以让NHC将扰动升级为佛得角圣地亚哥以南的第六号热带低压。次日，风暴受一股强大的副热带高压脊的引导影响向北移动，温和的风切变暂时阻碍了发展，并将对流转移到低压的东侧。然而，后来环流周围形成了明显的带状特征，促使NHC在9月1日将低气压升级为0900Z的热带风暴佛羅倫斯。 
9月4日清晨，佛得角西北偏西约1,240英里（2,000公里）处出现小规模中心密集云团区和风眼，这代表佛羅倫斯的飓风风力强度开始逐渐增强。此后不久，该系统在原本不利的高层环境中的一小片低风切变区域内出乎意料地快速增强；飓风的核心结构、风眼和外带明显改善，让预报员措手不及，并在模型输出之外增强。9月5日，这场热带气旋达到初始巅峰强度，1分钟持续风速为130英里/小时（215公里/小时），中心气压为950毫巴（28 英寸汞柱），使其成为了萨菲尔-辛普森飓风风力等级的4级飓风,此后，不断增加的风切变导致飓风在 9月8日迅速减弱为热带风暴强度。一座层高压脊阻止了佛羅倫斯向北移动，导致向西转向。
9月8日，随着NOAA飓风猎人开始对气旋进行侦察，环境条件变得越来越有利于重组，对流带在风暴周围绽放，卫星图像上出现了一个形成性的风眼。风暴的中央浓云变得更加清晰，并且在其核心内形成了完整的[[风眼墙|风眼。佛罗伦萨在9月9日世界标准时间12:00升格为飓风强度，飓风猎人观测到地表持续风速为76英里/小时（122公里/小时）。在 84至85°F（29至29.5°C）的海面温度的推动下，佛罗伦斯在夜间迅速重新增强，眼壁周围出现频繁闪电的对流爆发，产生一个清晰的12英里（19公里）宽的风眼。扩大外流使气旋通风，使持续成长的可能性增加。系统在 9月10日16:00UTC迅速重新达到4级强度，并且佛罗伦斯在9月11日8:00UTC达到巅峰度，持续风速为150英里/小时（240公里/小时），最小中心压力为937毫巴（hPa；27.67英寸汞柱）。由于眼墙置换循环和不太有利的环境，此后出现了稳定性的减弱。在这一点上，随着模型预测转向电流的崩溃，飓风的未来轨迹变得越来越不确定。
随着飓风逼近北卡罗来纳州，继续稳定减弱，佛罗伦萨于9月12日晚降至大型飓风以下。次日，转向流崩溃，导致佛罗伦斯在向北卡罗来纳州海岸移动时大幅减速。9月14日世界标准时间11:15(美国东部时间上午为7:15），佛罗伦斯以1级飓风的形式在北卡罗来纳州赖茨维尔海滩以南登陆，持续风速为90英里/小时（150公里/小时），中心气压为956毫巴（28.2英寸汞柱）。飓风缓慢的移动导致北卡罗来纳州和南卡罗来纳州出现大范围的灾难性降雨。登陆后，由于陆地的摩擦效应，这场热带气旋开始迅速减弱，佛羅倫斯于9月16日减弱为热带低气压，并于次日转变成温带气旋。佛羅倫斯的残留低气压于9月18日在马萨诸塞州上空消散。然而，佛罗伦萨的残余随后进入大西洋，然后分裂成两场个体的风暴。南边的系统最终会晚几天变成亚热带风莱斯利。

## 善后

### 撤离人员
9月19日，雨停后，由于河流继续上涨，官员敦促大多数撤离人员远离家园；洪水的潜在威胁仍然很大，道路仍然关闭，数千人的家园断电,许多因飓风而房屋被毁的人通过红十字避难所、FEMA 的租金援助或使用未损坏的出租物业获得援助，直到他们的房屋适合居住。FEM 利用过渡性庇护援助计划为个人支付酒店住宿费用，同时他们寻找更永久的解决方案，截至10月3日，该计划拥有342个家庭和1,044人.

### 恢复电力
据爱迪生电气研究所称，风暴过后，来自美国和加拿大各地的40,000多名工人前往卡罗莱纳州帮助恢复供电。

### 道路
持续的洪水在事件发生后的几天内关闭了许多主要道路。 9月15日，[CDOT要求司机完全避免在北卡罗来纳州开车，指示他们绕行弗吉尼亚州里士满，使用 64号州际公路西到 81号州际公路，南到田纳西州，40号州际公路西到75号州际公路，南到乔治亚州，16号州际公路东回95号州际公路。北卡罗来纳州的 I-95 和 I-40 的部分地区在 9 月 23 日十天后重新开放，而其他数百条道路仍然关闭。北卡罗来纳州彭德县40号州际公路上的数千条死鱼不得不被清理干净，据报道，其他海洋生物，如20英尺长的鲸鱼被冲到海滩和居民区，不得不移走并掩埋。

### 救援工作
[[File:PenderCounty Florence Damage 3.jpg|thumb北卡罗来纳州彭德县风暴过后的清理工作和志愿服务。|]
唐纳德特朗普总统于9月19日访问了北卡罗来纳州和南卡罗来纳州，并在海军陆战队樱桃点航空站的机库中与紧急救援人员交谈。他还承诺为州政府官员提供搜救行动所需的一切支持。此外，他承诺确保各州在风暴过后重建期间继续获得帮助。南卡罗来纳州州长麦克马斯特申请了12亿美元的联邦资金用于恢复，其中包括1.65亿美元的全國水災保險計畫和1.25亿美元的农业资金。9月23日，美利坚合众国国会开始审议一项17亿美元的卡罗莱纳州援助计划。

### 查访
在一家精神病院的两名病人被洪水冲走时，载有他们的面包车死亡后，州执法部门和公路巡逻队对事件展开了调查，以及护送妇女并从面包车顶部获救的相关代表，被安排行政休假。死者家属与南卡罗来纳州民选官员会面，讨论这一事件以及他们希望看到的变化，以防止其他人身亡。

### 与气候变化的关联
进行了多项评估全球气候变化对飓风佛羅倫斯影响的研究,登陆前的预测表明，考虑到人为变暖的影响，飓风可能会扩大50%和50英里。然而，登陆时的实际情况并不那么严重，因此飓风过后的分析表明全球变暖导致总降雨量增加了约5%，直径增加了约1.5英里。当美联社在飓风过后联系了17位气象学家和气候科学家时，大多数人都认同人为导致的暖化加剧了风暴的影响。但是仍有一些人对就个别飓风发表此类声明犹豫不决。

### 永久退役
由于对卡罗来纳州的严重灾害的和生命损失，世界气象组织于2019年3月20日在RA IV飓风委员会第41届会议上从大西洋轮换命名名单中将佛羅倫斯给除名，并且永远不会再使用对于大西洋飓风。将在2024的飓风季替换 为弗朗辛。